# UNILEX
Die UNILEX-Datenbank wird durch das Centre for Comparative and Foreign Law Studies, das UNIDROIT nahesteht, verwaltet. Dort werden seit 1994 Gerichtsentscheidungen, die sich mit dem CISG (Wiener UN-Übereinkommen über Verträge über den internationalen Warenkauf) oder den UNIDROIT-Prinzipien befassen gesammelt und veröffentlicht. Außerdem wird eine Bibliographie zu den beiden Instrumenten verwaltet.
Die Datenbank umfasst 717 Entscheidungen zum CISG und 137 zu den UNIDROIT-Prinzipien (Stand 12. März 2007). Die Entscheidungen sind sowohl nach Datum als auch nach Gericht bzw. Schiedsgericht und den jeweils angewendeten Artikeln der UNIDROIT-Prinzipien kategorisiert. Zu jeder Entscheidung gibt es eine Liste mit Schlagwörtern und eine mehr oder weniger ausführliche Zusammenfassung. Teilweise ist auch der Originaltext der Entscheidung entweder vollständig oder häufiger in Ausschnitten abrufbar. Wenn die jeweilige Entscheidung veröffentlicht worden ist, wird die Quelle angegeben. Gerade bei den Schiedssprüchen stehen aber häufig gar keine Quellenangaben oder lediglich der Hinweis, welche Person zur Zusammenfassung der Entscheidung beigetragen hat, zur Verfügung. Außerdem gibt es die Möglichkeit zu jedem Artikel sowohl eine Liste mit Entscheidungen staatlicher Gerichte als auch von Schiedsgerichten aufzuführen, wobei auch immer die jeweilige Anzahl an Entscheidungen aufgeführt wird. 
Diese Funktion ist aber für statistische Auswertungen nur bedingt geeignet, da auf Grund von Mehrfachnennungen die Zahlenangaben in der Regel falsch sind. Vergleichbare Datenbanken zum Internationalen Handelsrecht sind CLOUT und TLDB, deren Schwerpunkt allerdings nicht auf den UNIDROIT-Prinzipien liegt.